# Санта Ана ла Реал
Вижте пояснителната страница за други значения на Санта Ана.
Санта Ана ла Реал (на испански: Santa Ana la Real) е населено място и община в Испания. Намира се в провинция Уелва, в състава на автономната област Андалусия. Общината влиза в състава на района (комарка) Сиера де Уелва. Заема площ от 27 km². Населението му е 493 души (по преброяване от 2010 г.). Разстоянието до административния център на провинцията е 101 km.

## Демография
| 1996 | 1998 | 1999 | 2000 | 2001 | 2002 | 2003 | 2004 | 2005 | 2006 |
| ---- | ---- | ---- | ---- | ---- | ---- | ---- | ---- | ---- | ---- |
| 495  | 495  | 514  | 509  | 489  | 470  | 494  | 495  | 502  |      |